# Antun Kojović
Antun Kojović (Budva, 8. ožujka 1751. – Budva, 22. siječnja 1845.), hrvatski pjesnik, prozni pisac i dramatik iz Crne Gore, svećenik Budvanske biskupije. Kroničar grada Budve.
Kojović i Stjepan Zanović su najzanimljivije i najzanimljivije osobe bokokotorskoga književnog kruga s konca 18. i početka 19. stoljeća.

## Životopis
Školovao se u Italiji, u Loretu, gdje je završio teološki i pravni fakultet. U Italiji je doktorirao. Bio je kanonik i vikar Budvanske biskupije. Radio kao učitelj više od 60 godina. Napisao je oko trideset pjesama i dvije drame. Izvođene su za poklada, a redatelj je bio Kojović. Vodio je dnevnik od 1806. do 1838. godine i memoare.
Važni su njegovi kroničarski zapisi napisani na prijelazu iz 18. u 19. stoljeće, u razdoblju od od pada Mletačke Republike (1797.) do Bečkog kongresa (1815.), kad su se na području Boke kotorske i Budve u malom vremenu smjenjivale brojne uprave – crnogorska, austrijska, ruska-crnogorska, francuska i ponovo austrijska. Kojovićevi Budvljanski anali (Budvanski anali, Annali di Budua) obuhvaćaju zbivanja u Budvi od 1806. do 1819. godine. Napisao je i zbirku Rime slovinske koja se sastoji od 22 pjesme na hrvatskom i tri na talijanskom, karnevalsku komediju  Smiješni razgovor. Kojovićeve pjesme su prigodničarske i napisao ih je na zamolbu svojih učenika za dane karnevala. Taj podatak opisuje pokladnu Budvu, te potvrđuje usporedno postojanje pobožne poezije i prigodničarske poezije (kritičarske, satiričke, podrugljive) u Budvi, što je tada bila raširena pojava i u drugim krajevima gdje žive Hrvati. Književnici tog vremena izravno su pomagali kao sudionici nekih manifestacija, zbog čega se u Boki razvila posebna dramatizirana pokladna pjesma, po čemu ni Budva nije zaostajala a Kojović se pridružio tom vedrom duhu stihovima o vinu i smiješnim okolnostima i osobitostima svojih suvremenika i sugrađana.
U Kotoru je za francuske vlasti osnovana masonska Loža "Prijatelji istine". Premda je ovaj slobodnozidarski pokret počivao na liberalno-prosvjetiteljskim i antiklerikalnim idejama, Kojović, bio je pristaša francuske revolucije i pripadao je ovoj loži, kao i svi utjecajniji Bokelji tog vremena. Sjedište im je bilo u palači Beskuća u Kotoru, a članstvo je bilo iz Kotora, Budve i dr.
Umro je u rodnoj Budvi 1845. godine.